# Kirschen-Affodill
Der Kirschen-Affodill (Asphodelus cerasiferus J. Gay, Syn.: Asphodelus albus subsp. cerasiferus (J.Gay) Rouy) ist eine Pflanzenart aus der Gattung Affodill (Asphodelus) in der Unterfamilie der Affodillgewächse (Asphodeloideae).

## Merkmale
Der Kirschen-Affodill ist eine ausdauernde krautige Pflanze, die Wuchshöhen von 100 bis 150 (200) Zentimeter erreicht. Sie bildet ein Rhizom aus. Der Blütenstand ist meist verzweigt. Die Deckblätter sind weißlich. Die kugelige Kapselfrucht weist einen Durchmesser von 10 bis 20 Millimeter auf.
Die Blütezeit reicht von Mai bis August.

## Vorkommen
Der Kirschen-Affodill kommt in Nordwest-Afrika, Zentral- und Ost-Spanien, Süd-Frankreich bis West- und Süd-Italien sowie Sizilien auf Fels-Trockenrasen und offenen Garriguen in Höhenlagen von 0 bis 1650 Meter vor.

## Belege
- Eckehart J. Jäger, Friedrich Ebel, Peter Hanelt, Gerd K. Müller (Hrsg.): Rothmaler Exkursionsflora von Deutschland. Band 5: Krautige Zier- und Nutzpflanzen. Spektrum Akademischer Verlag, Berlin Heidelberg 2008, ISBN 978-3-8274-0918-8.